# Bucklare

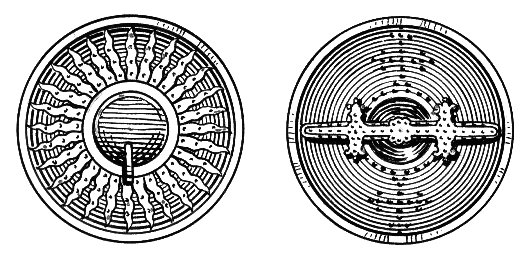
Bucklare, framifrån och bakifrån

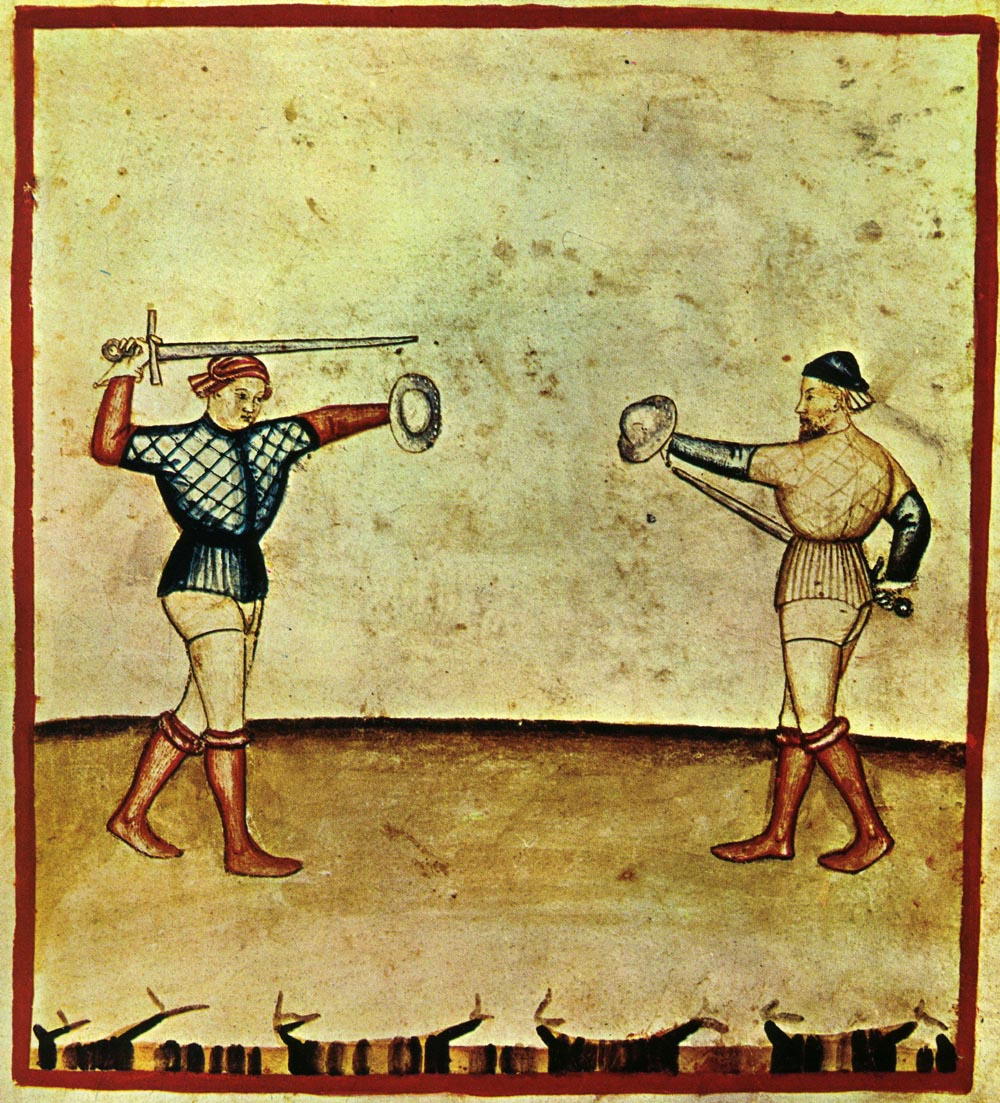
Svärd och bucklare i strid. från Tacuinum Sanitatis, Lombardiet, ca. 1390.

Bucklare eller buklare är en liten rund medeltida rundsköld upp till 45 centimeter i diameter. Bucklare hålls med en hand i ett handtag på baksidan under en sköldbuckla och används i närstrid huvudsakligen i kombination med ett svärd. Bucklaren används inte bara till att parera med utan är ett vapen i sig.